# Biia, Alba
Biia (în dialectul săsesc Bainden, în germană Bendendorf, Bendorf, Benden, Bainden, Bien, în maghiară Magyarbénye, Oláhbénye, Bénye) este un sat în comuna Șona din județul Alba, Transilvania, România.

## Atestare documentară
În 1346 este atestată documentar cu denumirea Benye, iar în 1431 este consemnată în documente ca Benyebua. În anul 1346 avea o capelă închinată Sfântului Emeric: „capella in hon. Bemerici foret constructa".

## Așezare geografică
Satul Biia este situat pe valea râului Târnava Mică, la o distanță de 13 km de orașul Blaj.

## Date istorice
La recensământul din 1910 , din 1349 locuitori, 1157 erau români, iar 188 erau maghiari. Structura confesională: 1144 erau greco-catolici,  175 reformați, iar 16 ortodocși.

## Date geologice
Pe teritoriul acestei localități se găsesc izvoare sărate. 

## Imagini

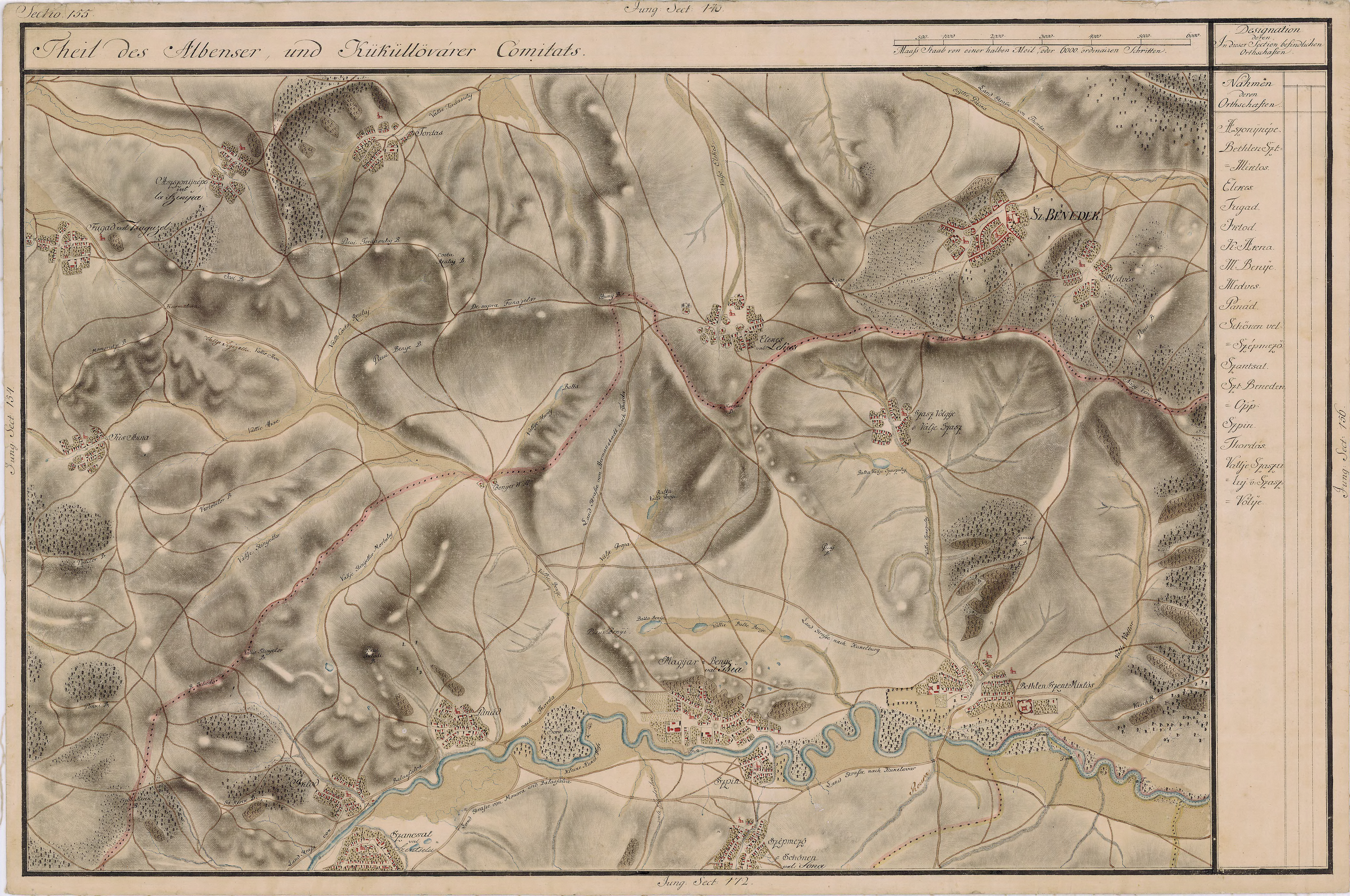
Biia în Harta Iosefină a Transilvaniei, 1769-73
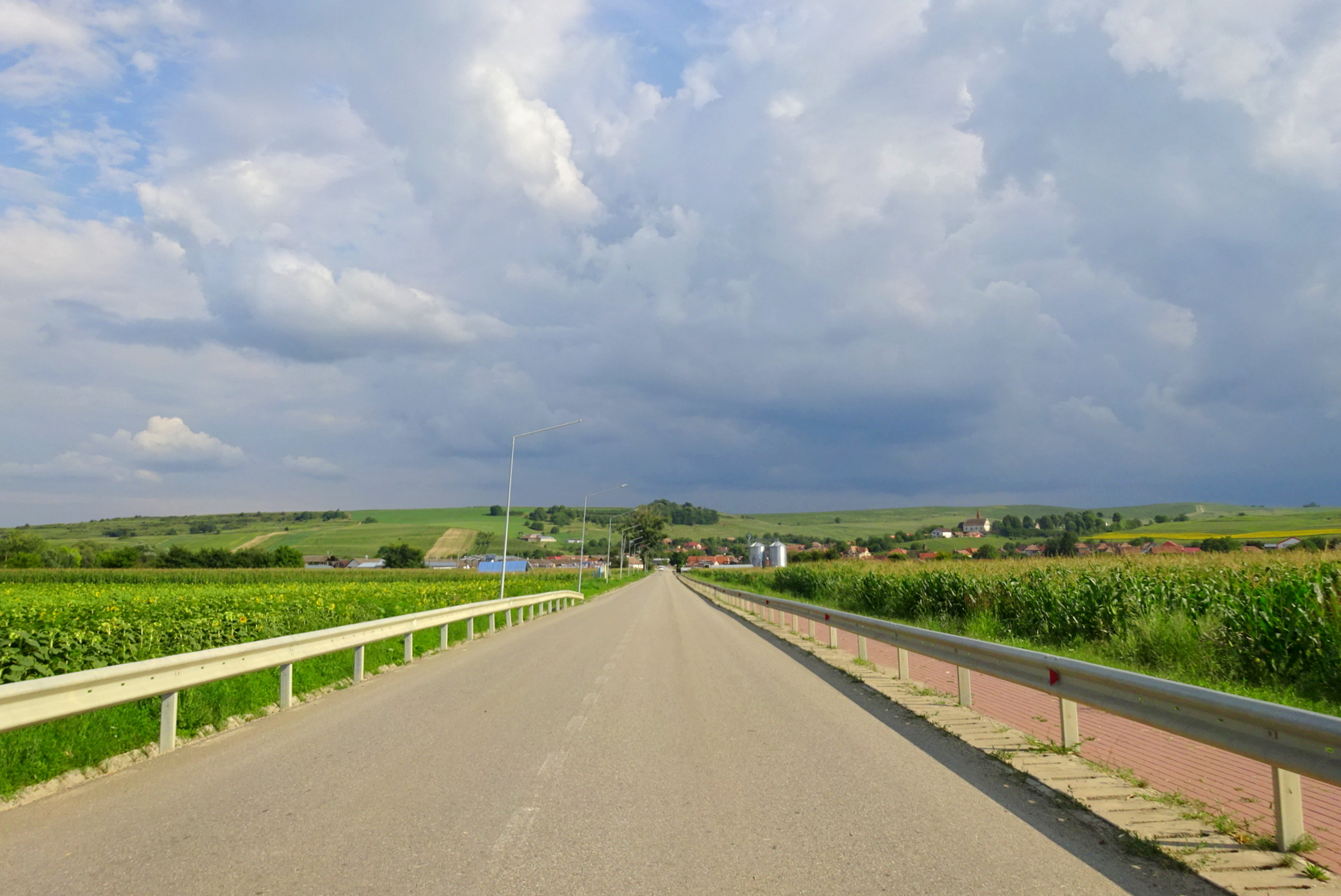
Drumul Șona-Biia
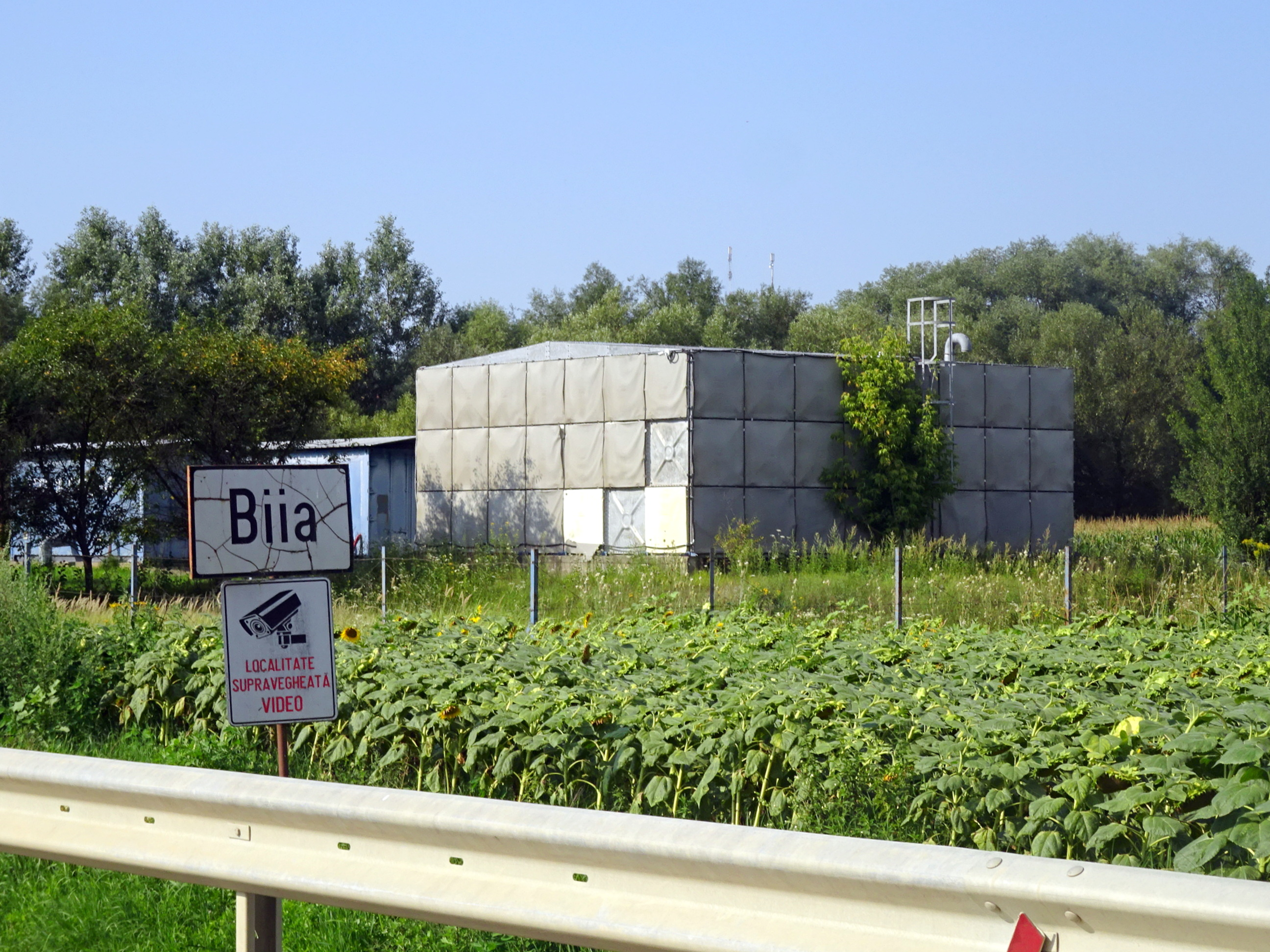
Intrarea în localitate
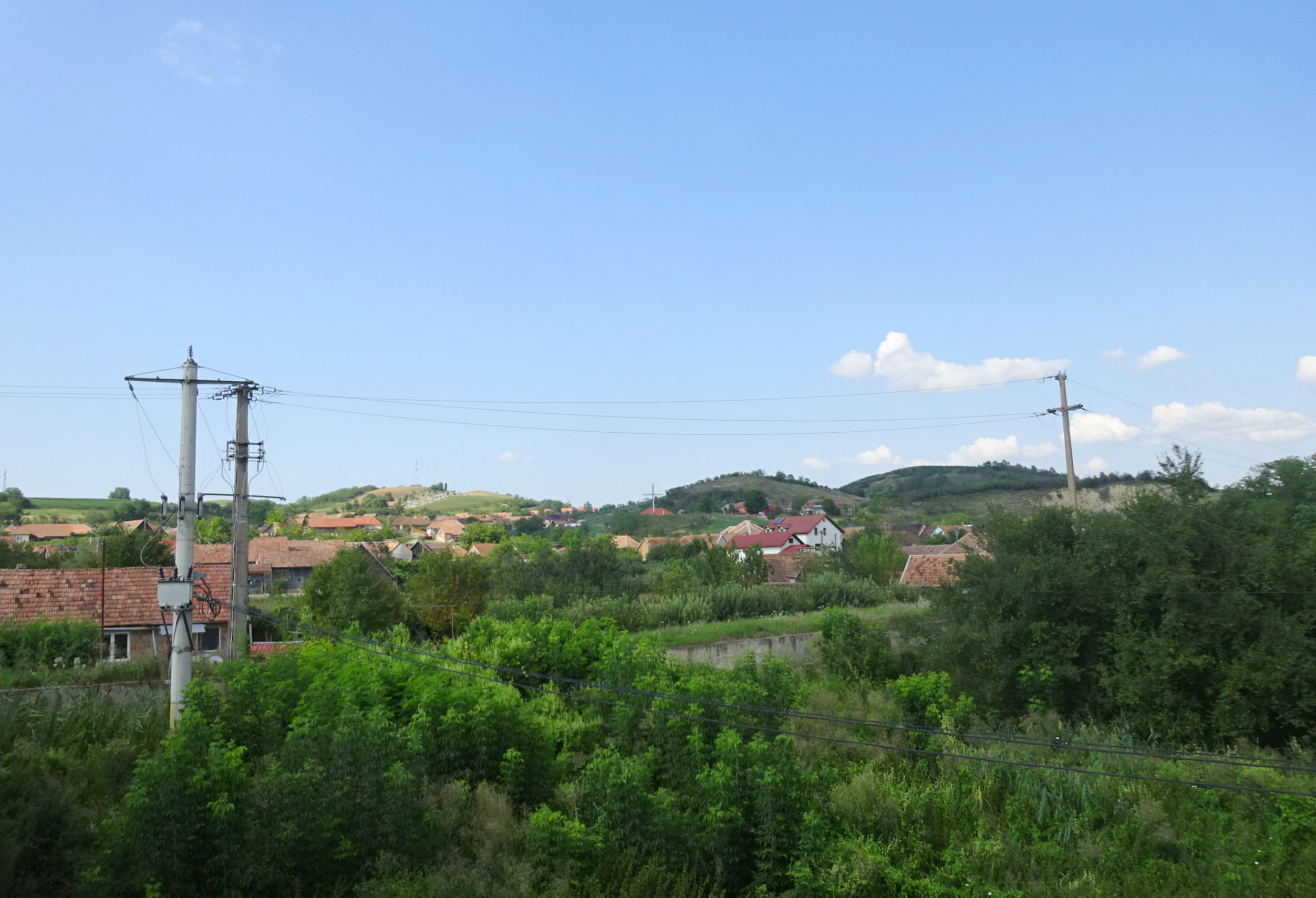
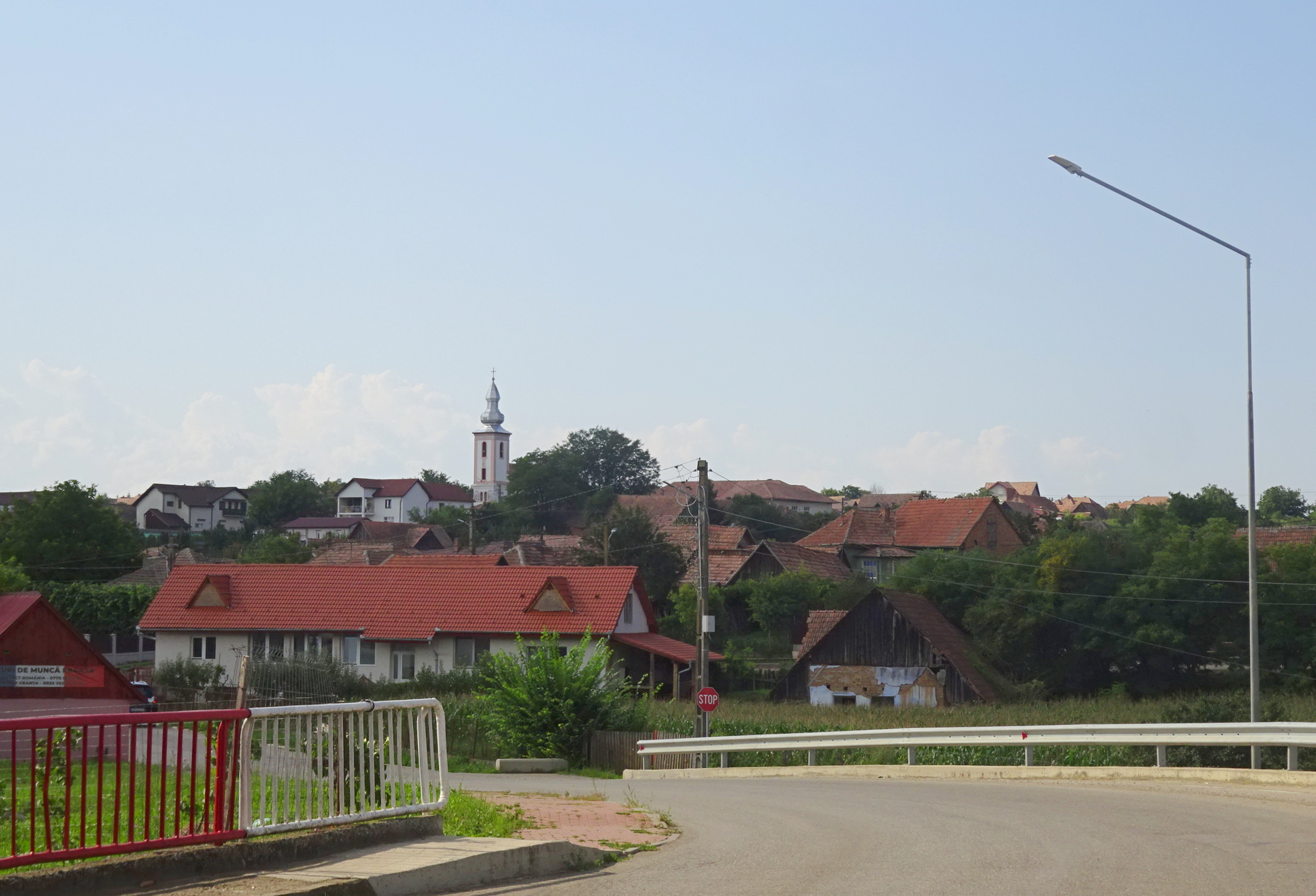
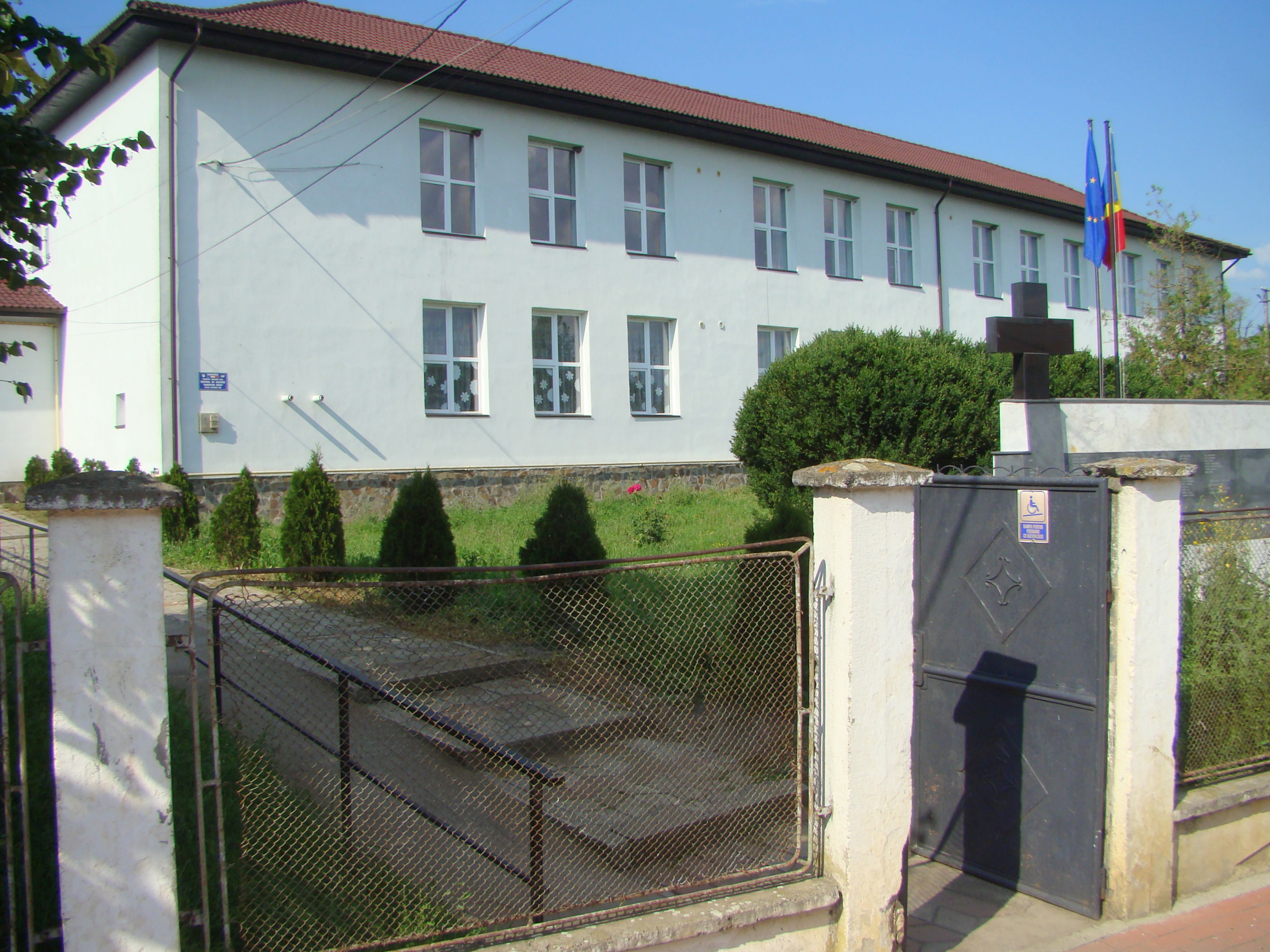
Școala
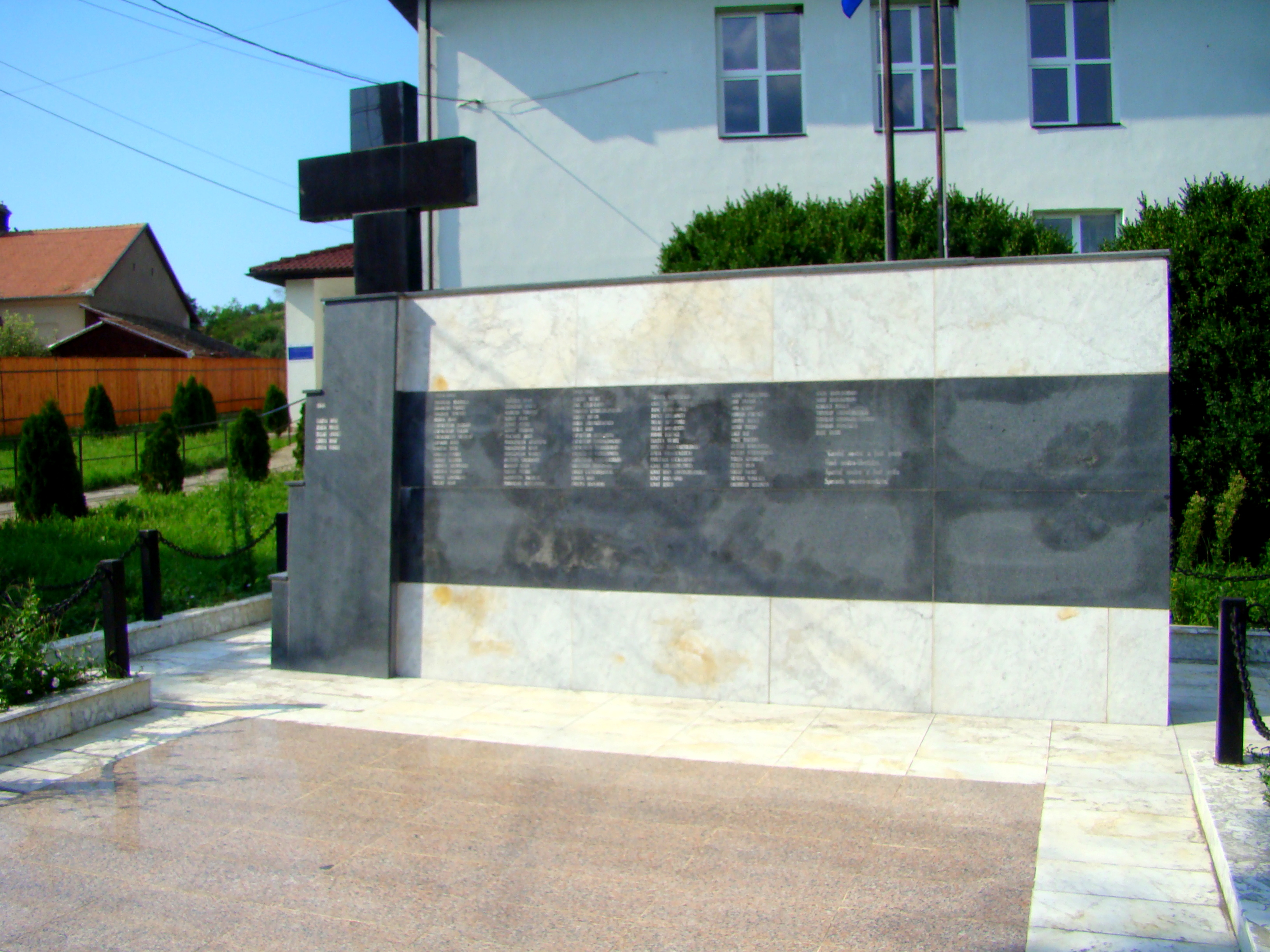
Monumentul Eroilor
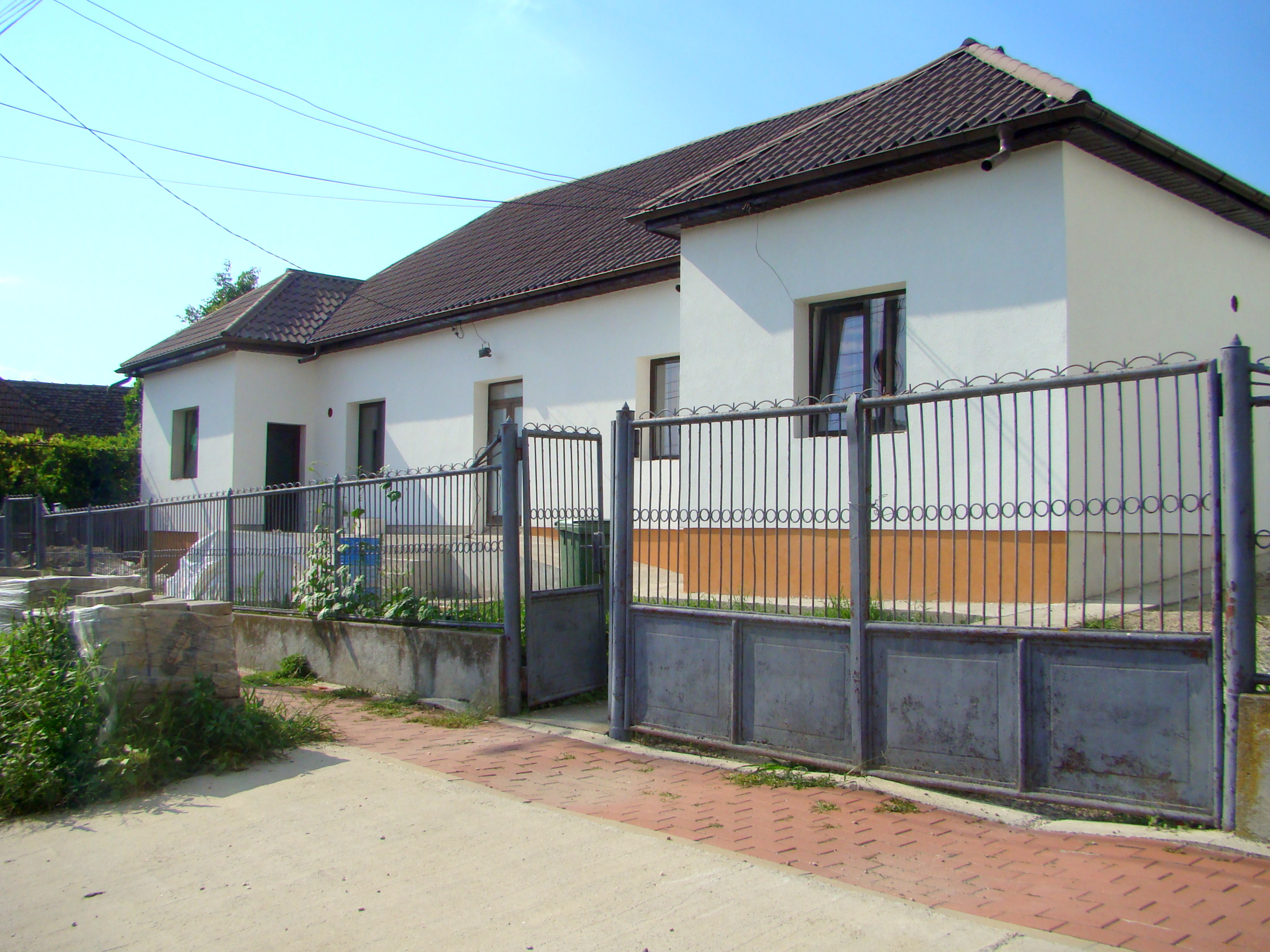
Grădinița
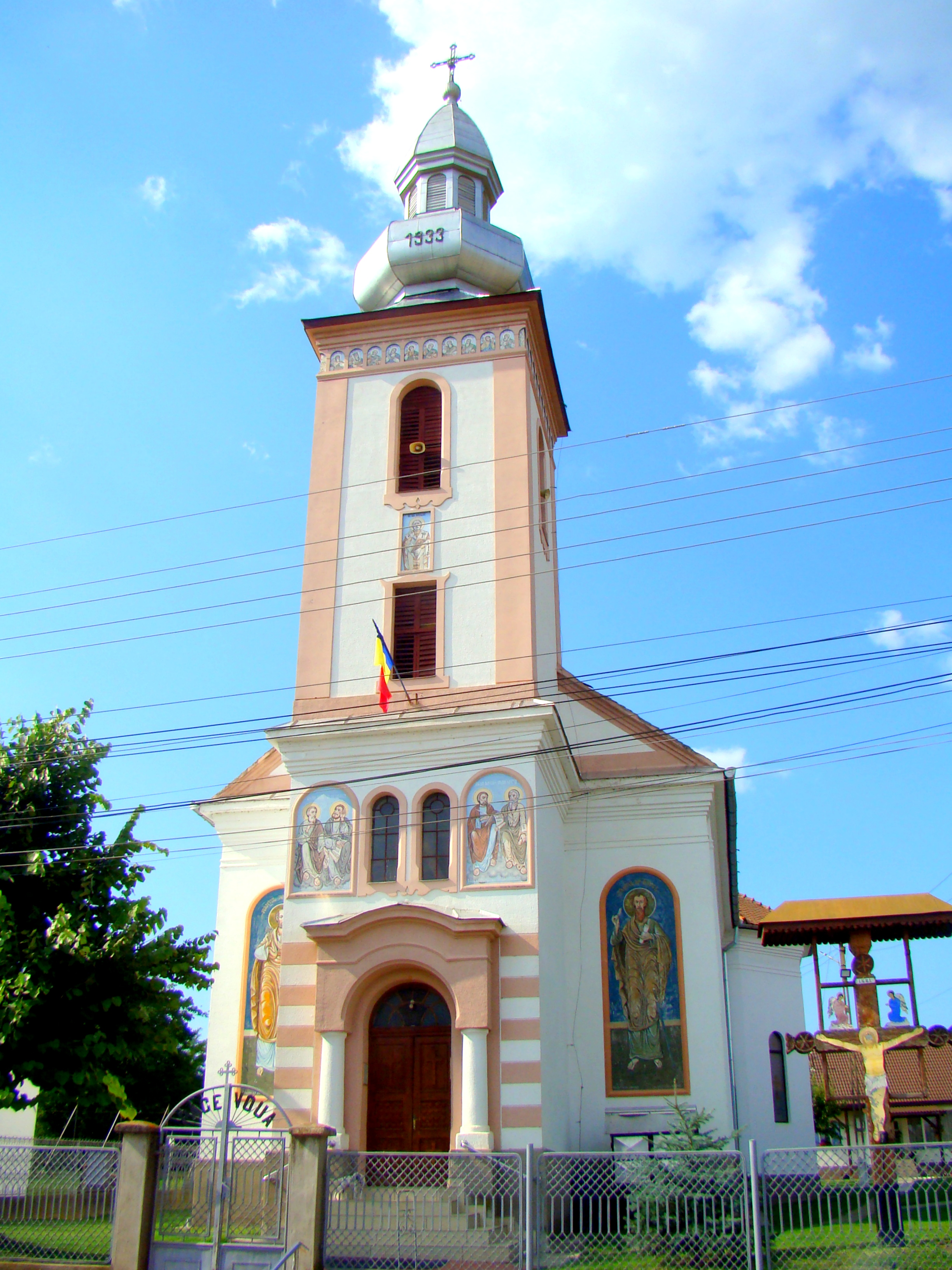
Biserica Sfântul Ierarh Nicolae
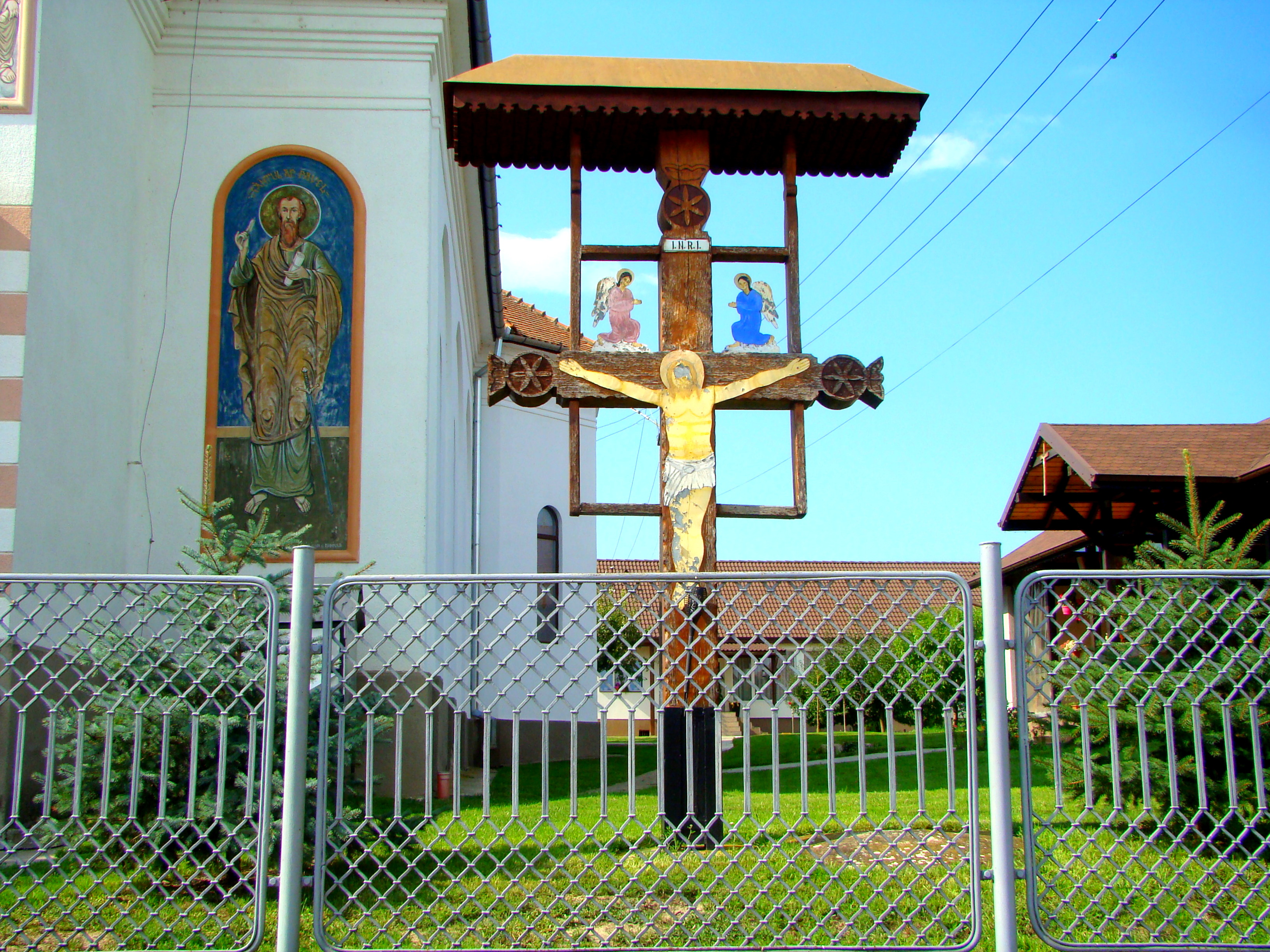
Troița
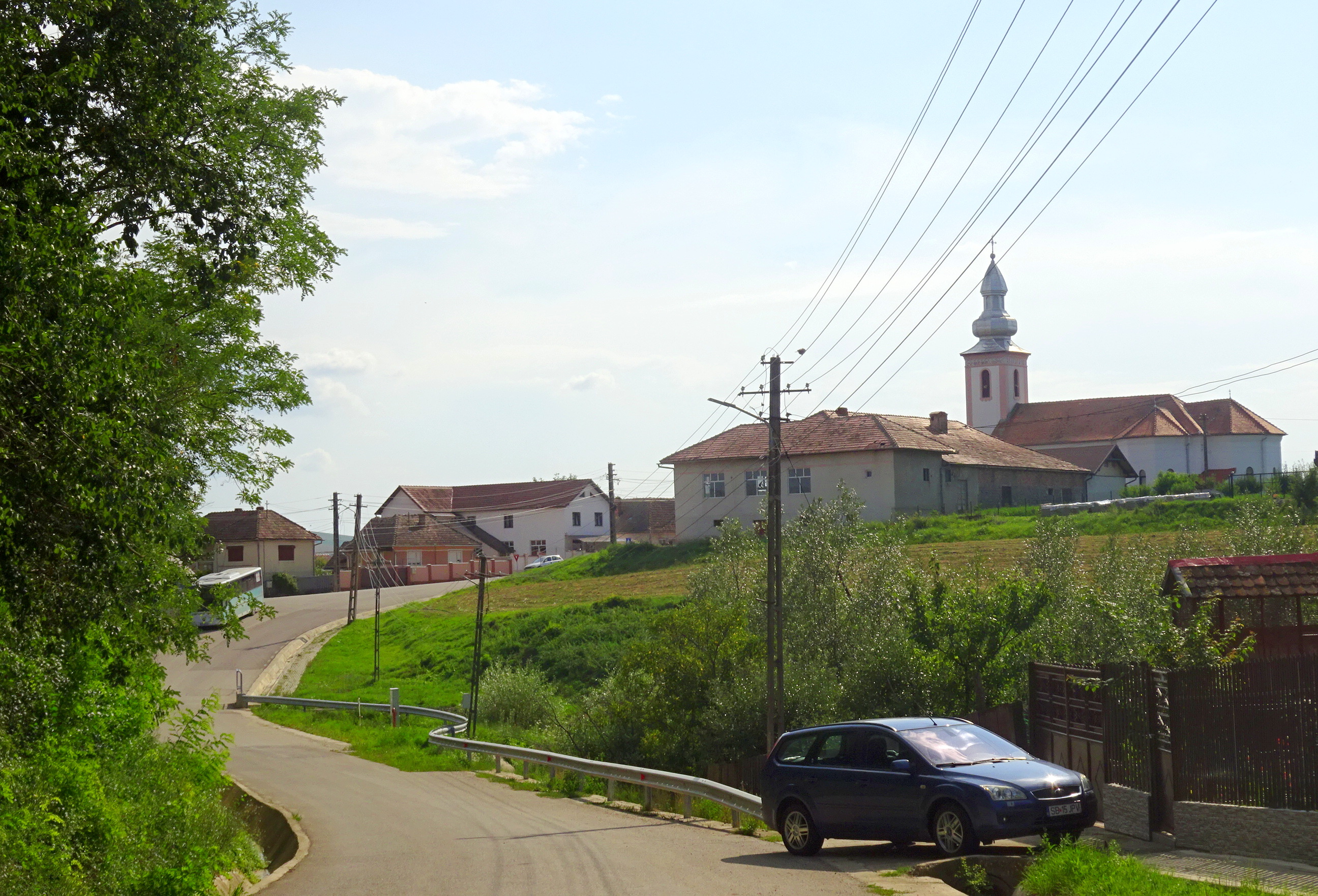
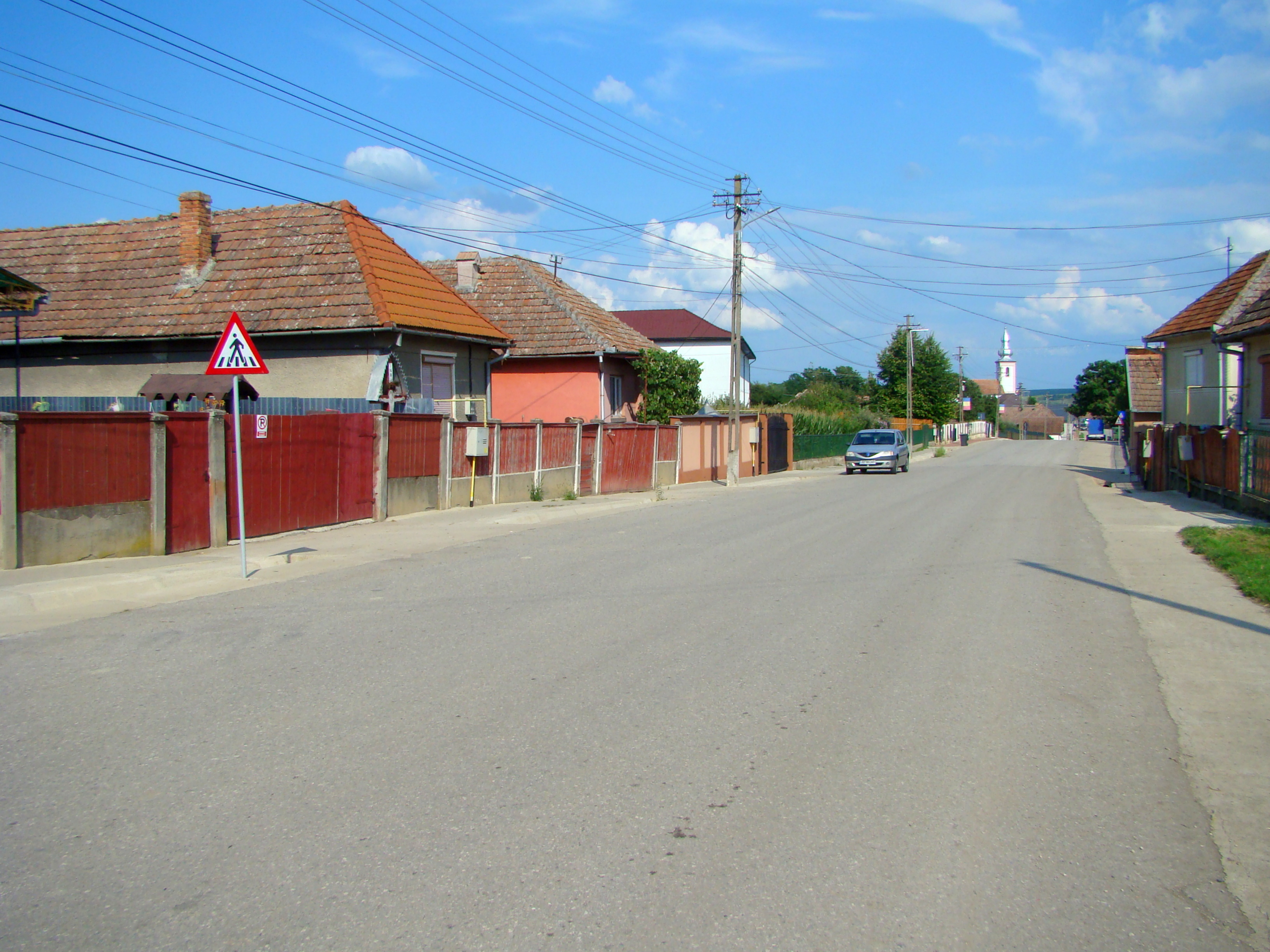
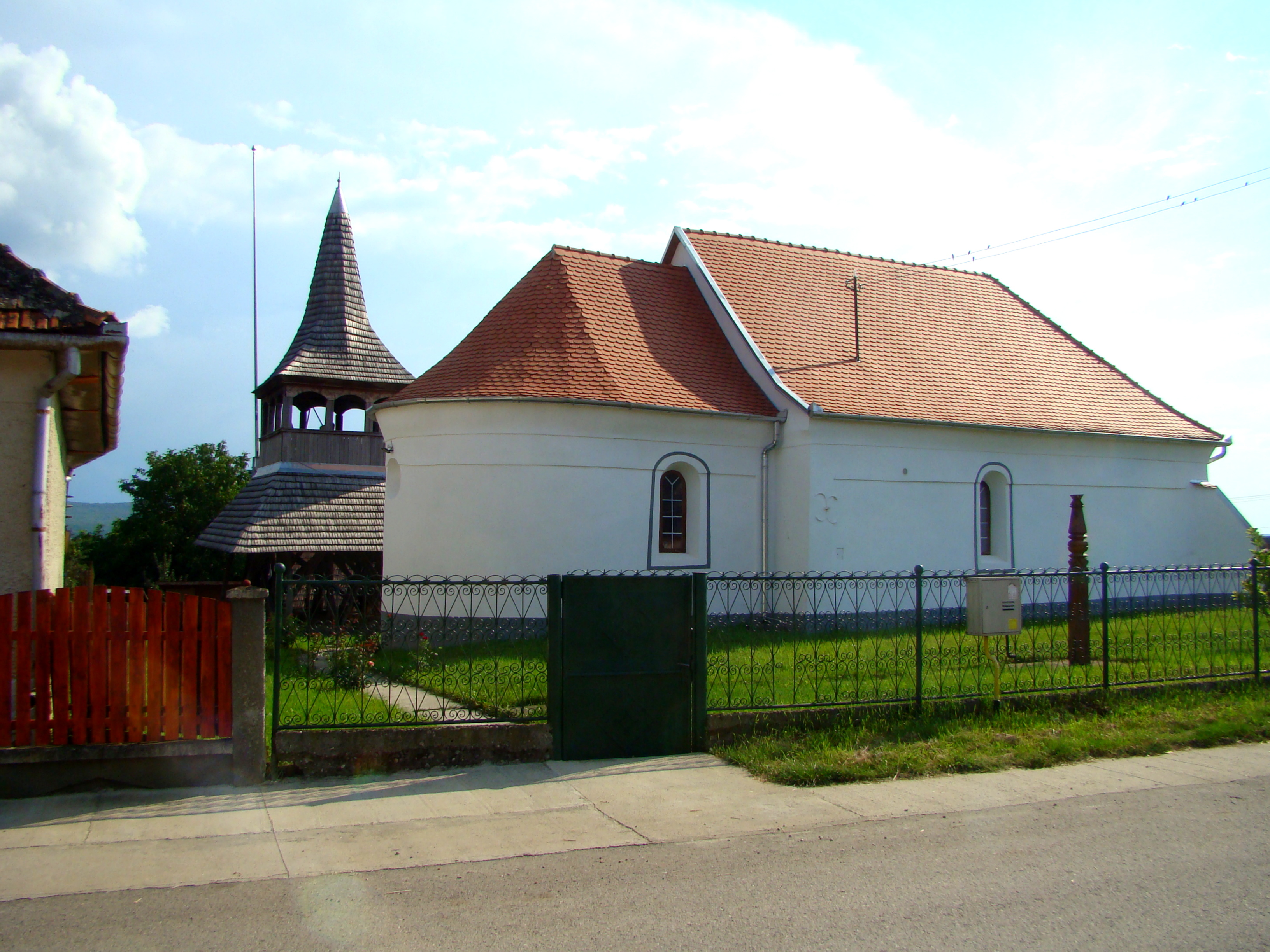
Biserica reformată și clopotnița
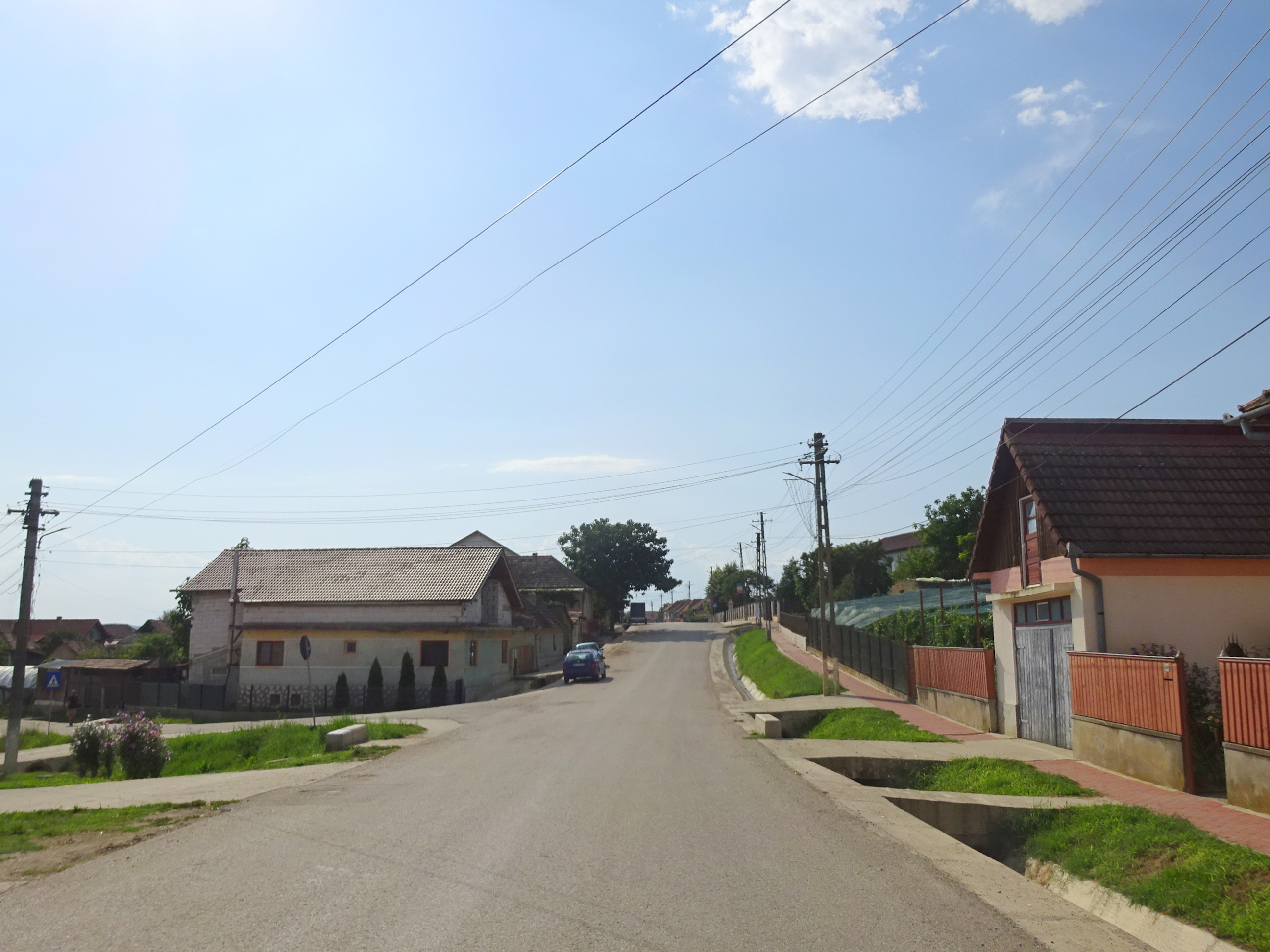
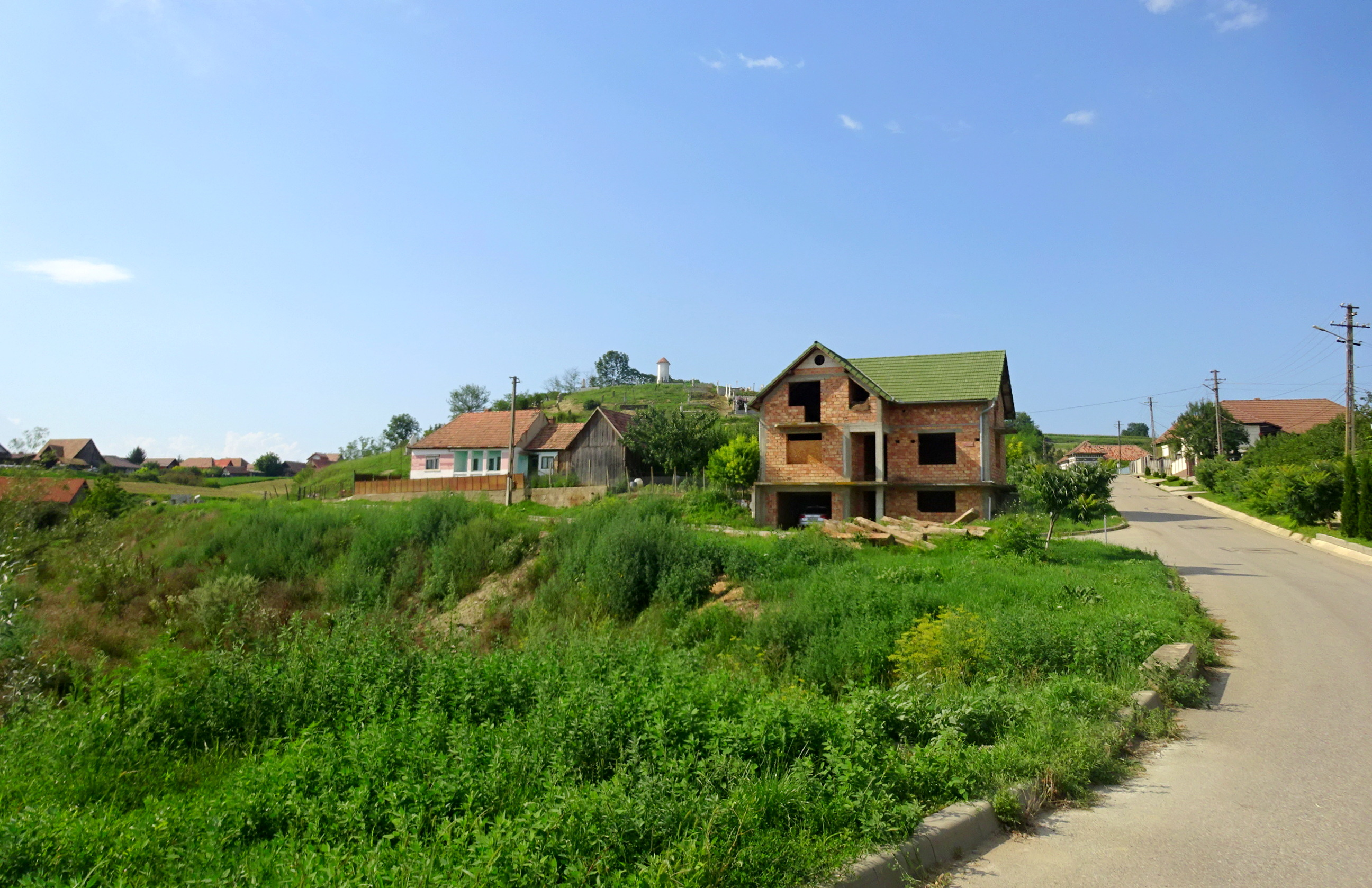
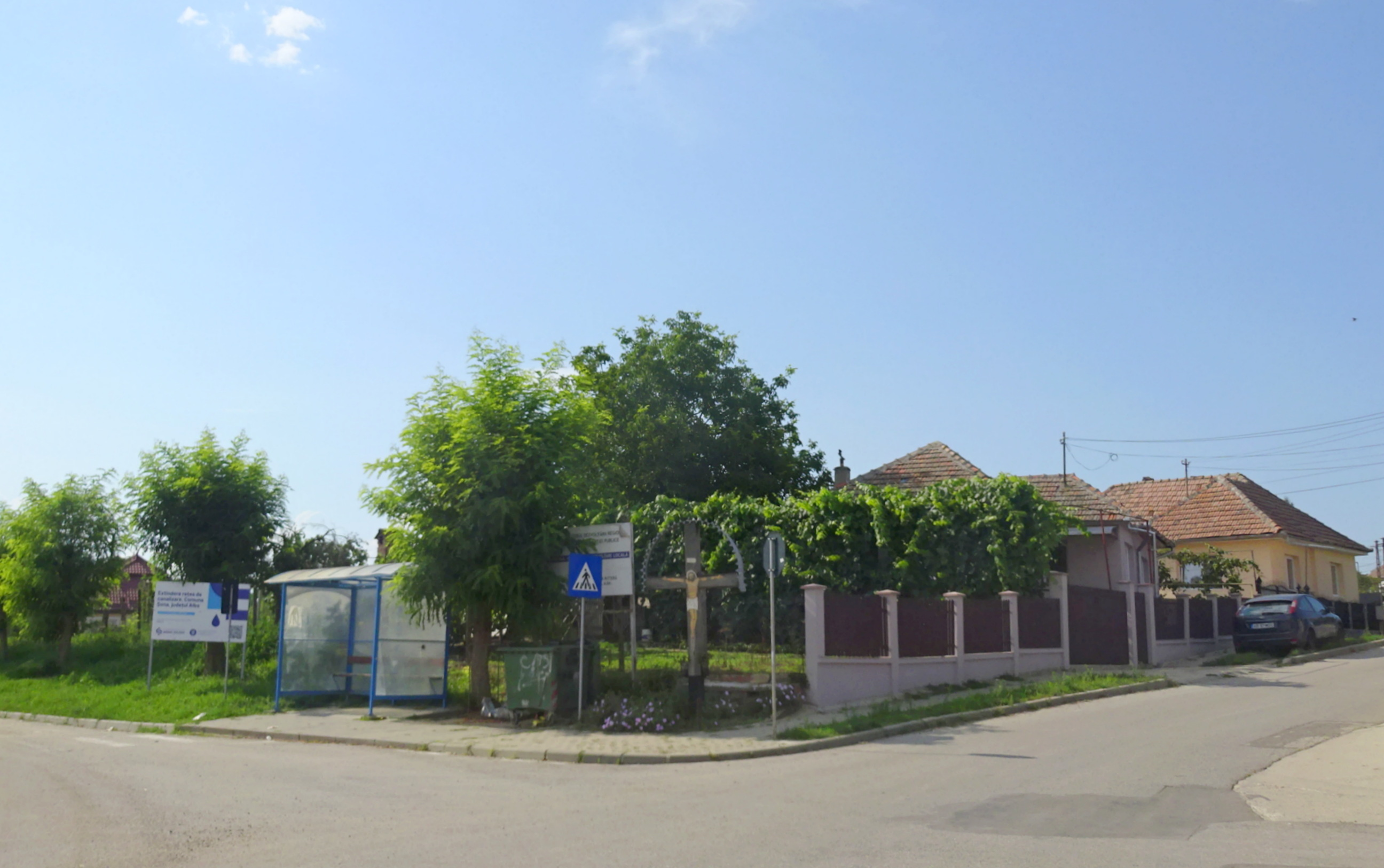
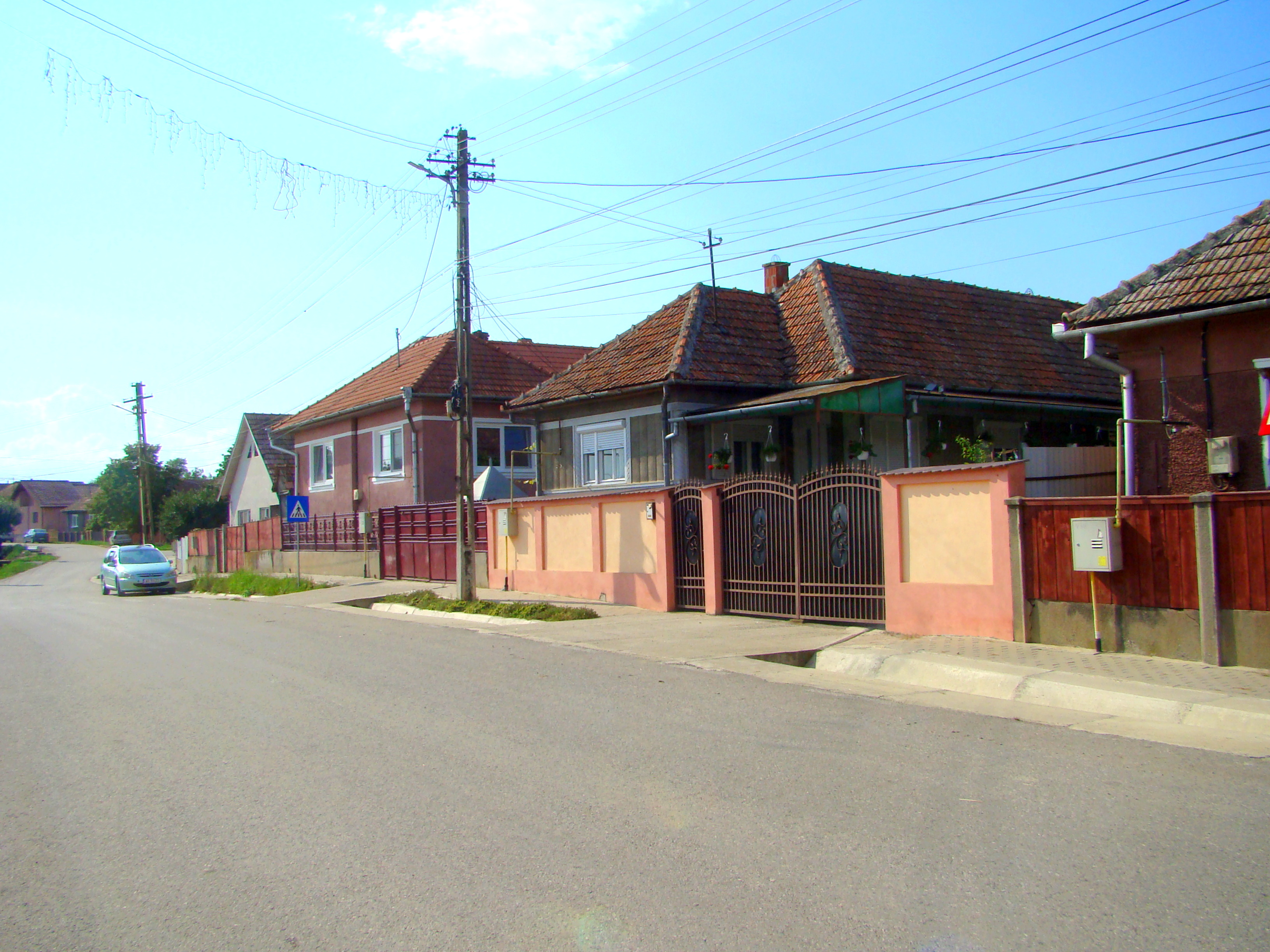
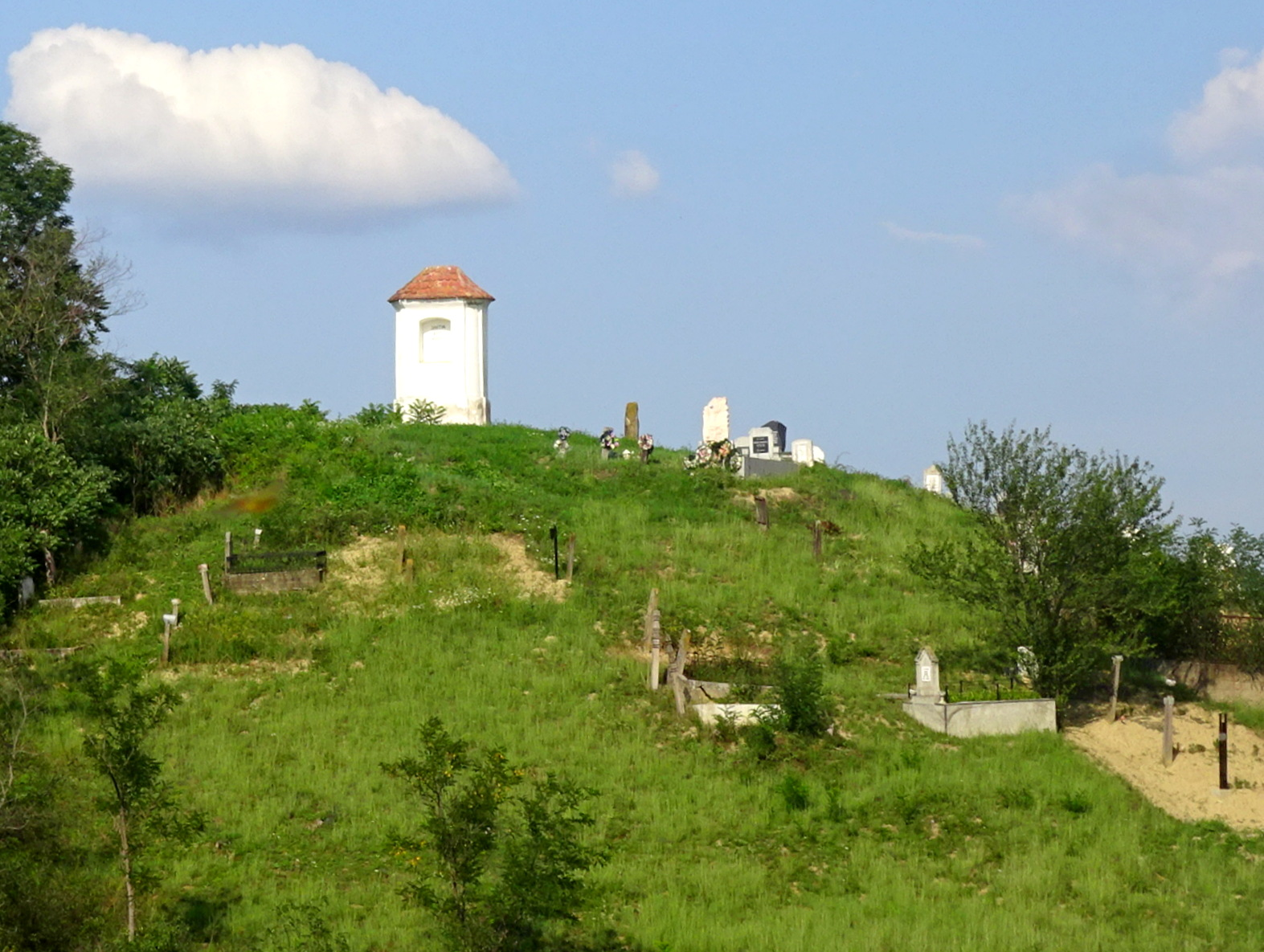
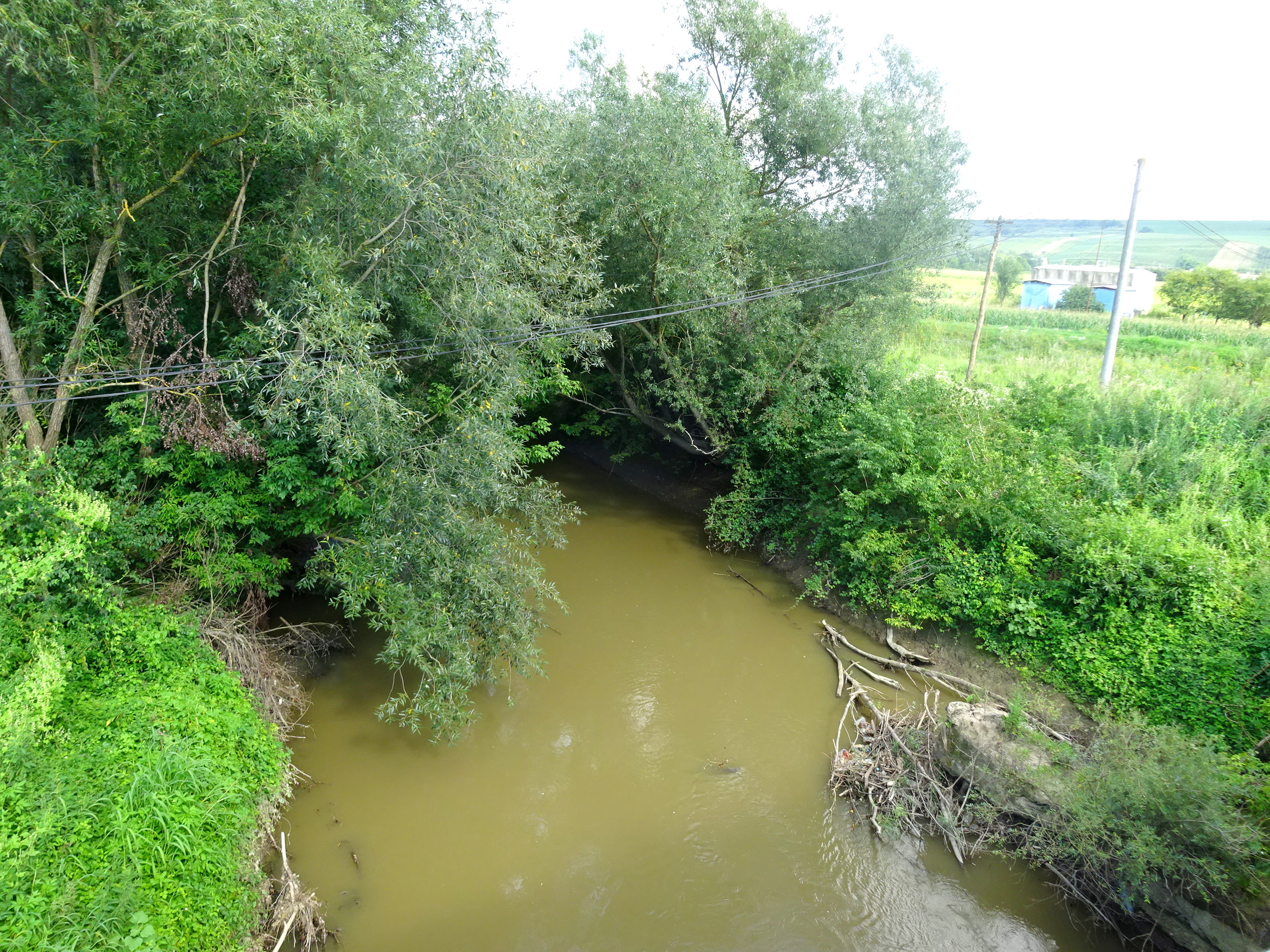
Râul Târnava Mică la Biia
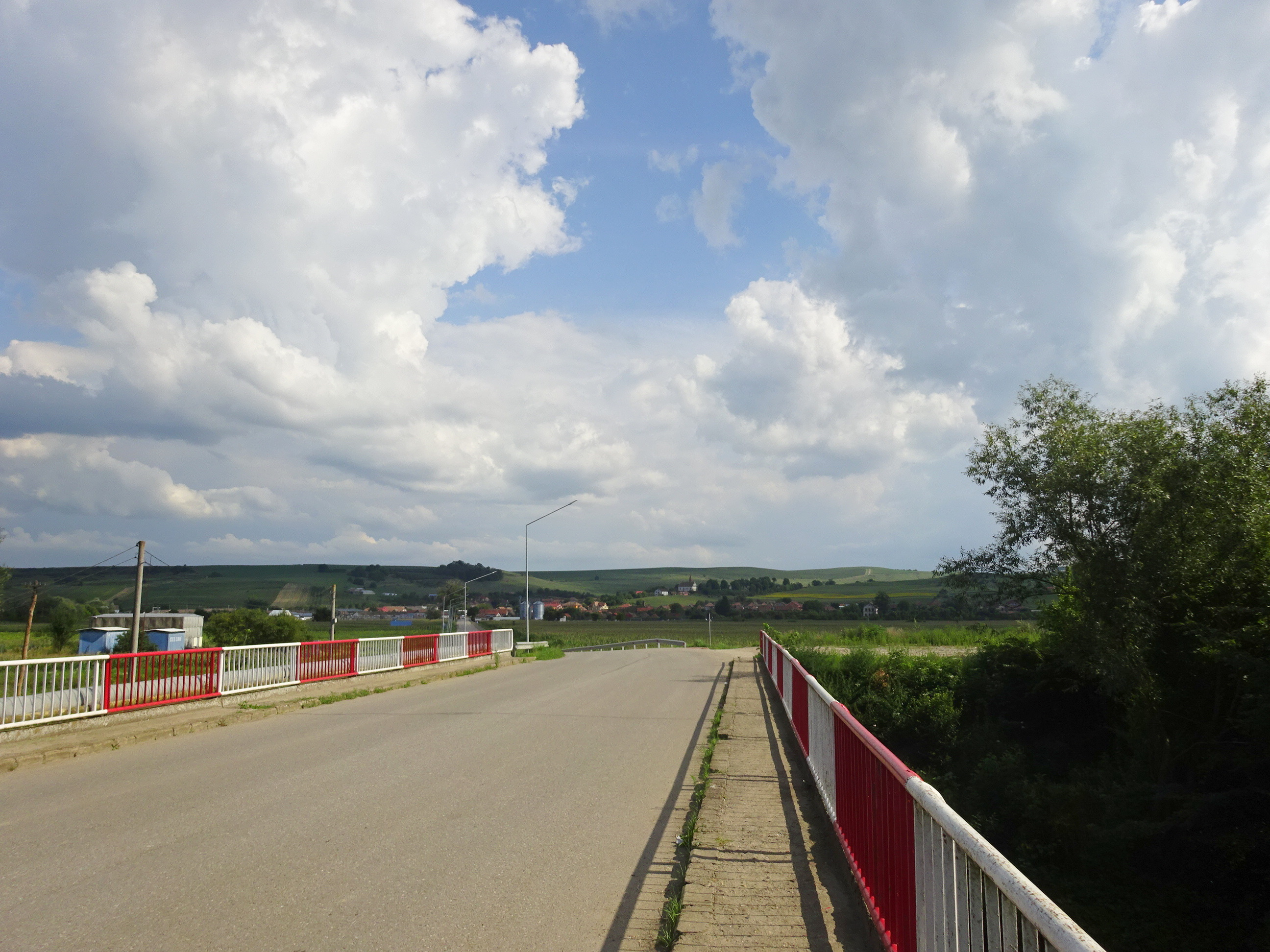
Podul rutier peste Târnava Mică
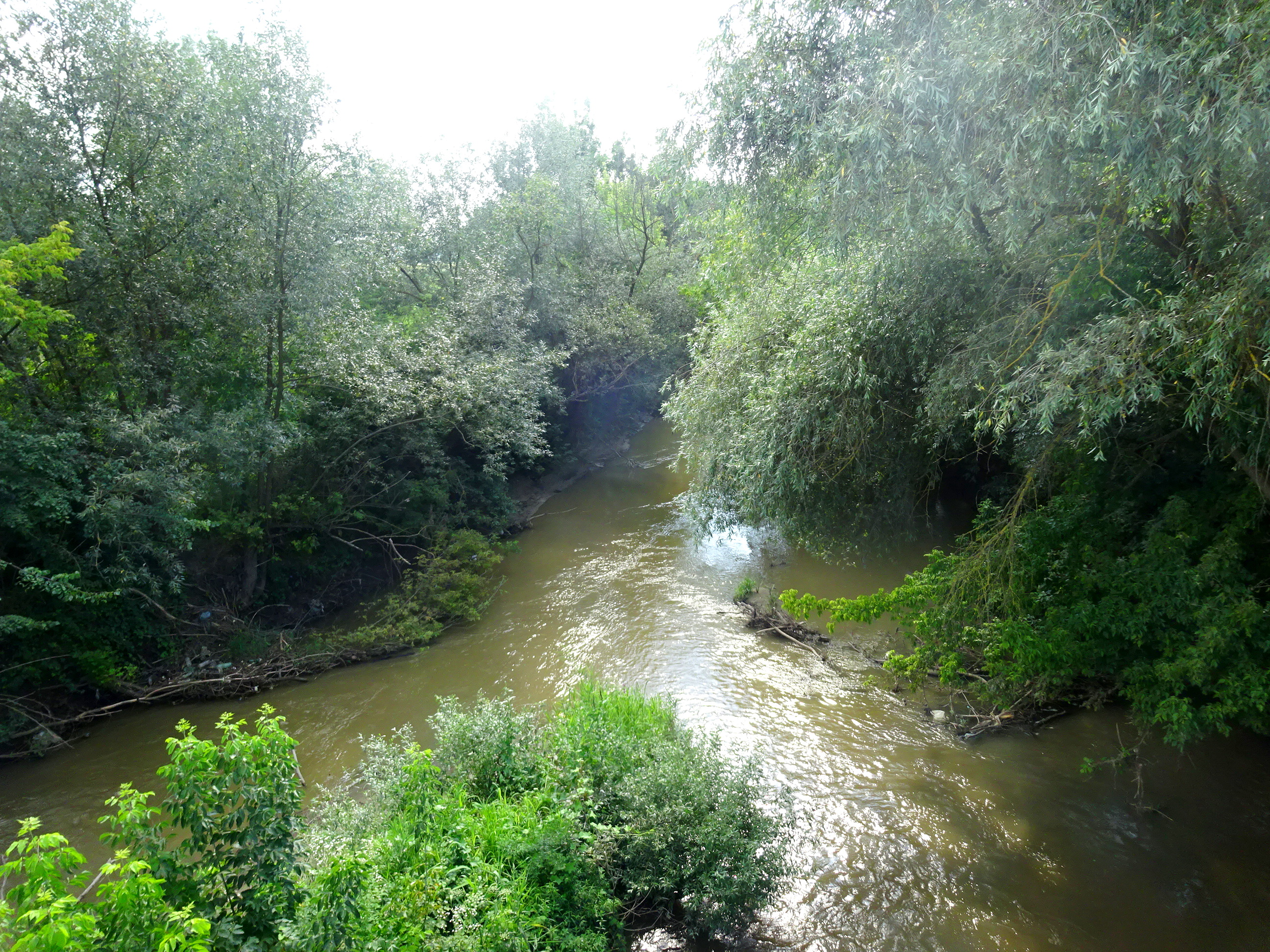
Râul Târnava Mică la Biia